# Tàu điện ngầm Sankt-Peterburg
Tàu điện ngầm Sankt-Peterburg (tiếng Anh: Saint Petersburg Metro, tiếng Nga: Петербургский метрополитен) là hệ thống đường sắt ngầm ở Sankt-Peterburg và tỉnh Leningrad, Nga. Nó được mở từ 15 tháng 11 năm 1955. Trước đây được gọi là Huân chương V.L Lenin Leningrad Metropoliten (tiếng Nga: Ленинградский Ордена Ленина Метрополитен имени В.И. Ленина), hệ thống thể hiện nhiều kiểu thiết kế của thời Liên Xô và trang trí tinh tế và đồ họa làm cho nó trở thành một trong những tàu điện ngầm hấp dẫn và thanh lịch nhất trên thế giới. Do địa chất độc đáo của thành phố, Saint Petersburg Metro là một trong những hệ thống tàu điện ngầm sâu nhất trên thế giới và sâu nhất tính theo độ sâu trung bình của tất cả các trạm. Trạm sâu nhất Admiralteyskaya, cách mặt đất 86 mét. Phục vụ khoảng 2 triệu hành khách hàng ngày, đây cũng là hệ thống tàu điện ngầm bận rộn thứ 19 trên thế giới.

## Lịch sử

### Các dự án Metro cho thủ đô của đế quốc

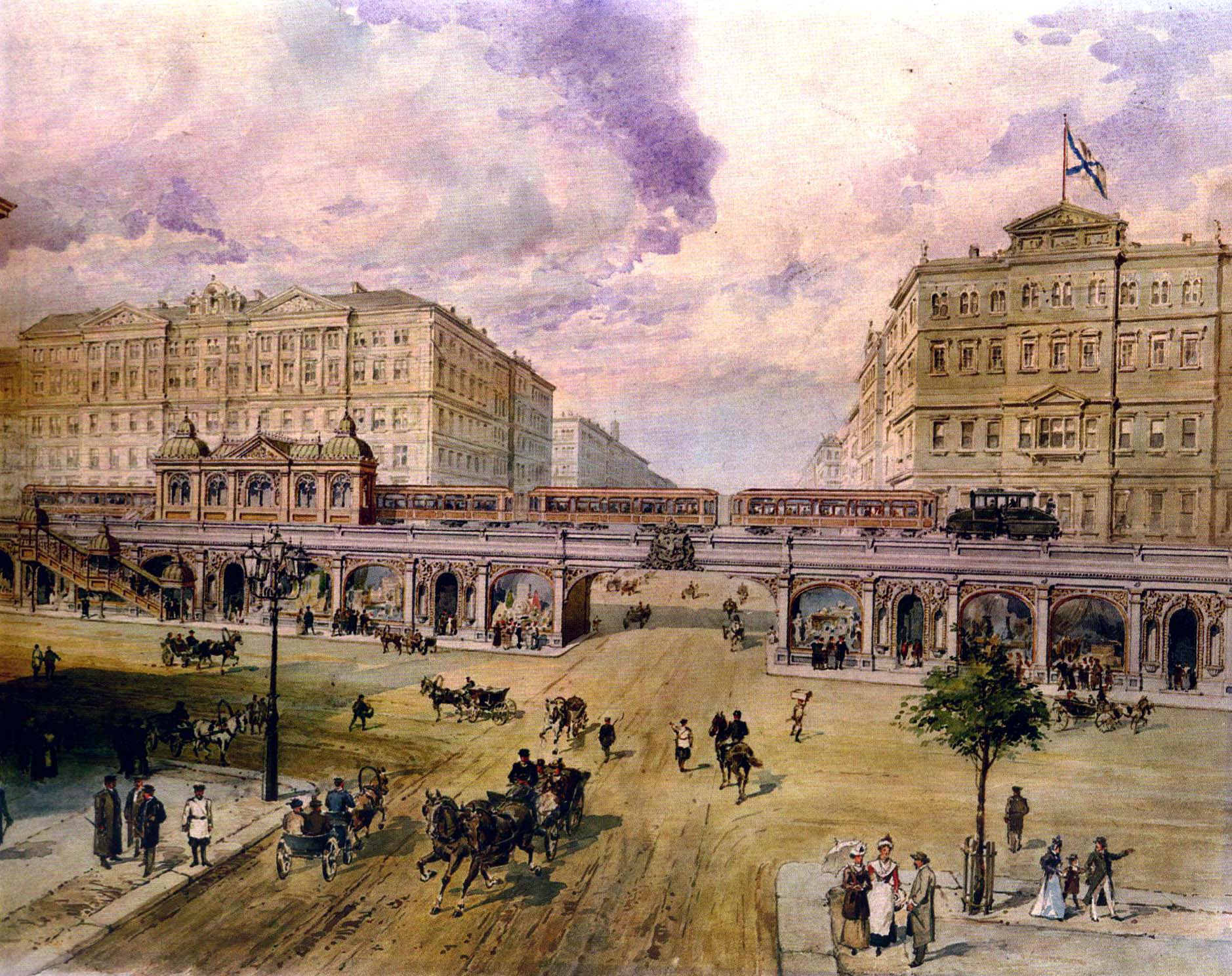
Dự án của Balinsky cho một tàu điện trên cao ở Saint Petersburg (đầu những năm 1900).

Câu hỏi về việc xây dựng một con đường ngầm ở Saint Petersburg bắt đầu năm 1820. Một cư dân của thành phố, một người tự học có tên Torgovanov đã nộp một dự án táo bạo cho Hoàng đế Alexander I - liên quan đến việc đào một đường hầm từ trung tâm Thành phố đến đảo Vasilyevsky. Nhà cai trị Nga từ chối dự án này và ra lệnh cho nhà phát minh ký vào một cam kết "không tham gia vào các kế hoạch hão huyền trong tương lai, nhưng để thực hiện những nỗ lực của mình trong những vấn đề thích hợp với vùng đất mình". Các dự án khác phát triển hơn sau đó xuất hiện, nhưng họ cũng không nhận được sự công nhận.
Nhiều lập luận đã được tiến hành chống lại việc xây dựng một con đường ngầm. Các "người cha thành phố" nói rằng công việc đào bới sẽ "vi phạm các tiện ích và tính đáng tin cậy của thành phố"; Chủ nhà khẳng định rằng giao thông ngầm sẽ làm suy yếu nền móng của tòa nhà; Các thương gia lo sợ rằng "những cuộc khai quật mở sẽ gây trở ngại cho thương mại thông thường"; Nhưng các kẻ thù bạo lực nhất của tính mới, giáo sĩ, nhấn mạnh rằng "các đoạn văn dưới lòng đất chạy gần các tòa nhà nhà thờ sẽ làm giảm đi phẩm giá của họ". Vì vậy, tất cả các dự án xây dựng một lối đi ngầm ở St Petersburg, và sau đó ở Petrograd, vẫn còn trên giấy.
Vào cuối thế kỷ 19, một số bên quan tâm bắt đầu thảo luận về khả năng mở hệ thống đường sắt đô thị đầu tiên của Đế chế Nga. Báo chí thời đó ca ngợi kế hoạch ban đầu, trong khi các kỹ sư lo lắng về sự thiếu nghiêm túc về kinh nghiệm trong các loại dự án cần thiết để xây dựng một khu đô thị; Vào thời đó, Saint Petersburg thậm chí không có xe điện tích điện. Tuy nhiên, do mong muốn của chính quyền thành phố thời gian để nắm giữ quyền sở hữu của tàu điện ngầm sau khi cuối cùng của nó vào dịch vụ, không ai trong số các dự án nói trên đã bao giờ đạt được.
Vào năm 1901, kỹ sư Vladimir Pechkovsky đã trình bày dự án xây dựng một trạm cao ở giữa Nevsky Prospect, đối diện nhà thờ Kazan, và liên kết nó, thông qua các đoạn đường cao và dưới lòng đường (trên kênh Ekaterinsky và Obvodny và bên dưới triển vọng Zabalkansky) Với Baltiysky và Varshavsky Rail Terminals. Trong cùng năm đó, Reshevsky, cũng là một kỹ sư, làm việc theo chỉ thị của Bộ trưởng Bộ Giao thông của Hoàng đế đã đưa ra hai dự án có thể nhằm mục đích kết hợp tất cả các ga xe lửa chính của thành phố Sankt-Peterburg với một nút giao đô thị. Một phát triển thú vị, công việc đã được PI Balinsky (một trong những kĩ sư đường sắt đầu tiên của Nga) thực hiện trong nhiều năm qua đã liên quan đến các kế hoạch xây dựng một mạng lưới chuyên dụng gồm sáu tuyến đô thị, trong đó có hai đường ranh giới với một Tổng chiều dài 172 km. Công việc xây dựng (bao gồm cả việc lấp đầy các khu vực trũng thấp của thành phố để tránh lũ lụt, xây dựng 11 cây cầu lớn, đê và cầu cạn ở độ cao 5-10 mét và thực tế đắp đường vv) được dự báo Chi phí khoảng 190 triệu rúp. Tuy nhiên, vào năm 1903, Hoàng đế Nicholas II đã bác bỏ đề án này trước khi bất kỳ công việc nào bắt đầu.
Hầu như tất cả các thiết kế trước cuộc cách mạng đều có khái niệm về một hệ thống metro cao, tương tự như Paris hoặc Vienna, sau đó được khám phá qua kinh nghiệm vận hành các tuyến tàu điện ngầm mở rộng (tầng trệt) ở St. Petersburg, Có thể đã dẫn đến một dịch vụ metro nghèo. Thật không may, vào thời điểm đó, các kỹ sư người Nga đã không có đủ chuyên môn hoặc nguồn lực kỹ thuật để xây dựng các đường hầm dưới lòng đất nằm xa St Petersburg. Năm 1918, Moskva trở thành thủ đô của nước này sau cuộc Cách mạng tháng 10 năm 1917 và cuộc nội chiến Nga (1917-1922) đã can thiệp; Trong hơn một thập kỷ kế hoạch xây dựng một tàu điện ngầm ở Saint Petersburg đã mờ nhạt.

### Xây dựng giai đoạn đầu tiên, bỏ hoang, và mở cửa
Năm 1938, câu hỏi về việc xây dựng một trạm tàu điện ngầm cho St Petersburg (sau đó đổi tên thành Leningrad), lại nổi lên theo sáng kiến của Alexei Kosygin, Chủ tịch Ban chấp hành Đại biểu nhân dân Lao động Xô Viết Thành phố Leningrad. Ivan Zubkov, một kỹ sư về công việc của ông sau này trở thành Anh hùng Lao động Xã hội Chủ nghĩa đã được bổ nhiệm làm giám đốc đầu tiên cho việc xây dựng tàu điện ngầm. Dự án ban đầu được thiết kế bởi Học viện 'Metrogiprotrans' của Matxcơva, nhưng ngày 21 tháng 1 năm 1941, 'Ban Quản lý Xây dựng № 5 của Ủy ban nhân dân' được thành lập như một cơ quan chuyên trách giám sát việc thiết kế và xây dựng Metro Leningrad. Đến tháng 4 năm 1941, 34 trục cho giai đoạn đầu xây dựng đã hoàn thành.
Trong Thế chiến thứ hai, các công trình xây dựng bị đóng băng do thiếu nguồn tài chính, nhân lực và trang thiết bị. Vào thời điểm này, nhiều công nhân xây dựng tàu điện ngầm đã được sử dụng trong việc xây dựng và sửa chữa các đầu đúc và các vật khác quan trọng cho thành phố bị bao vây. Zubkov qua đời vào năm 1944, chưa bao giờ thấy sự mở cửa của tàu điện ngầm.

### Thời kỳ sau chiến tranh ban đầu
Năm 1946, Lenmetroproekt được thành lập, dưới sự lãnh đạo của M A Samodurov, để hoàn thành việc xây dựng giai đoạn đầu tiên của tàu điện ngầm. Một phiên bản mới của dự án tàu điện ngầm, do các chuyên gia thiết kế, đã xác định hai giải pháp mới cho những vấn đề gặp phải trong quá trình xây dựng metro. Thứ nhất, các trạm phải được xây dựng ở một mức độ hơi cao hơn tuyến đường bình thường để tránh sự thoát nước trực tiếp vào trong khi chiều rộng đường hầm trung bình giảm xuống từ tiêu chuẩn 6 mét của Metro Moscow đến 5,5 m.
Ngày 3 tháng 9 năm 1947, công trình xây dựng bắt đầu lại trong tàu điện ngầm Leningrad, và vào tháng 12 năm 1954, Hội đồng Bộ trưởng Liên Xô đã ra lệnh thành lập tổ chức vận tải quốc gia "Leningradsky Metropoliten" do Ivan Novikov đứng đầu. Tổ chức thành lập văn phòng của mình trong tòa nhà trực tiếp trên trạm Tekhnologichesky Institut. Vào ngày 7 tháng 10 năm 1955 điện đã được bật lên trong metro, l và vào ngày 5 tháng 11 năm 1955, hành động mà giai đoạn đầu tiên của tàu điện ngầm đã được đưa vào hoạt động, đã được ký kết. Mười năm sau khi chiến tranh kết thúc, vào đầu thời Stalin Khrushchev Thaw, thành phố cuối cùng đã có một mạng lưới vận tải ngầm. Lễ khai trương tàu điện ngầm được tổ chức vào ngày 15 tháng 11 năm 1955, với bảy trạm đầu tiên (thứ tám, Pushkinskaya mở một vài tháng sau) được đưa vào sử dụng công cộng. Các trạm này sau đó trở thành một phần của Tuyến Kirovsko-Vyborgskaya, kết nối Nhà ga Đường sắt Moscow ở trung tâm thành phố với khu công nghiệp Kirovsky ở phía tây nam. Sự phát triển tiếp theo bao gồm các tuyến nằm dưới sông Neva vào năm 1958, và xây dựng bán kính Vyborgsky giữa những năm 1970 để tiến tới phát triển nhà ở mới ở phía Bắc. Năm 1978, tuyến đường này đã được kéo dài quá giới hạn thành phố vào Leningrad Oblast. 1.023 giải thưởng chính phủ đã được trao cho những người tham gia xây dựng giai đoạn đầu tiên của khu đô thị.

### Phát triển hơn nữa

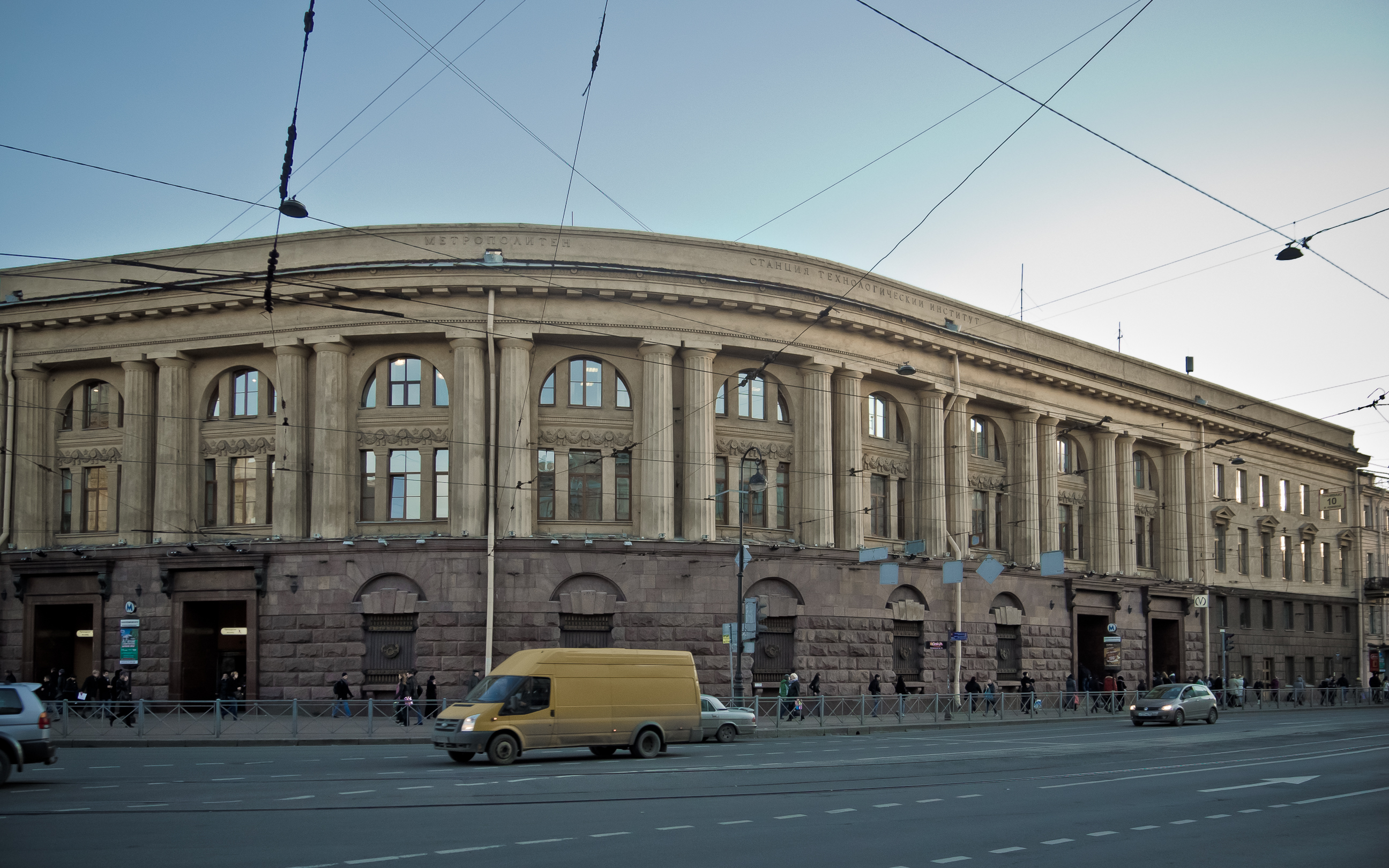
Văn phòng hành chính chính của Metro.

Việc mở rộng đầu tiên của tàu điện ngầm đã diễn ra vào năm 1958, khi tuyến đầu tiên (sau này trở thành tuyến Kirovsko-Vyborgskaya) đã được mở rộng bên dưới sông Neva tới Finlyandsky Rail Terminal. Sau đó đường này được mở rộng khi bán kính của Vyborgsky, được xây dựng vào những năm 1970, đưa tàu điện ngầm đến các khu dân cư mới được xây dựng ở phía đông bắc của thành phố, và đến năm 1978, những người ở xa gần Leningrad. Tàu điện ngầm được mở rộng về phía tây nam, với việc xây dựng bán kính Kirovsky, vào năm 1977.
Xây dựng tuyến Moskovsko-Petrogradskaya thứ hai bắt đầu gần như ngay lập tức sau khi mở cửa thành phố. Chỉ sáu năm sau đó, năm 1961, đoạn từ Học viện Tekhnologichesky tới Park Pobedy, dọc theo Moskovsky Prospect tới các khu vực phía nam của thành phố, đã được mở ra. Năm 1963 tuyến được mở rộng về phía bắc đến trạm Petrogradskaya; Trong quá trình tạo ra Tekhnologichesky Institut trạm trao đổi đa nền tảng đầu tiên của Liên Xô. Tiếp tục mở rộng tuyến đường này đã được thực hiện ở phía nam vào đầu những năm 1970, và trong những năm 1980 về phía bắc, với Parnas trạm cuối cùng được mở ra, sau nhiều lần trì hoãn, vào năm 2006.

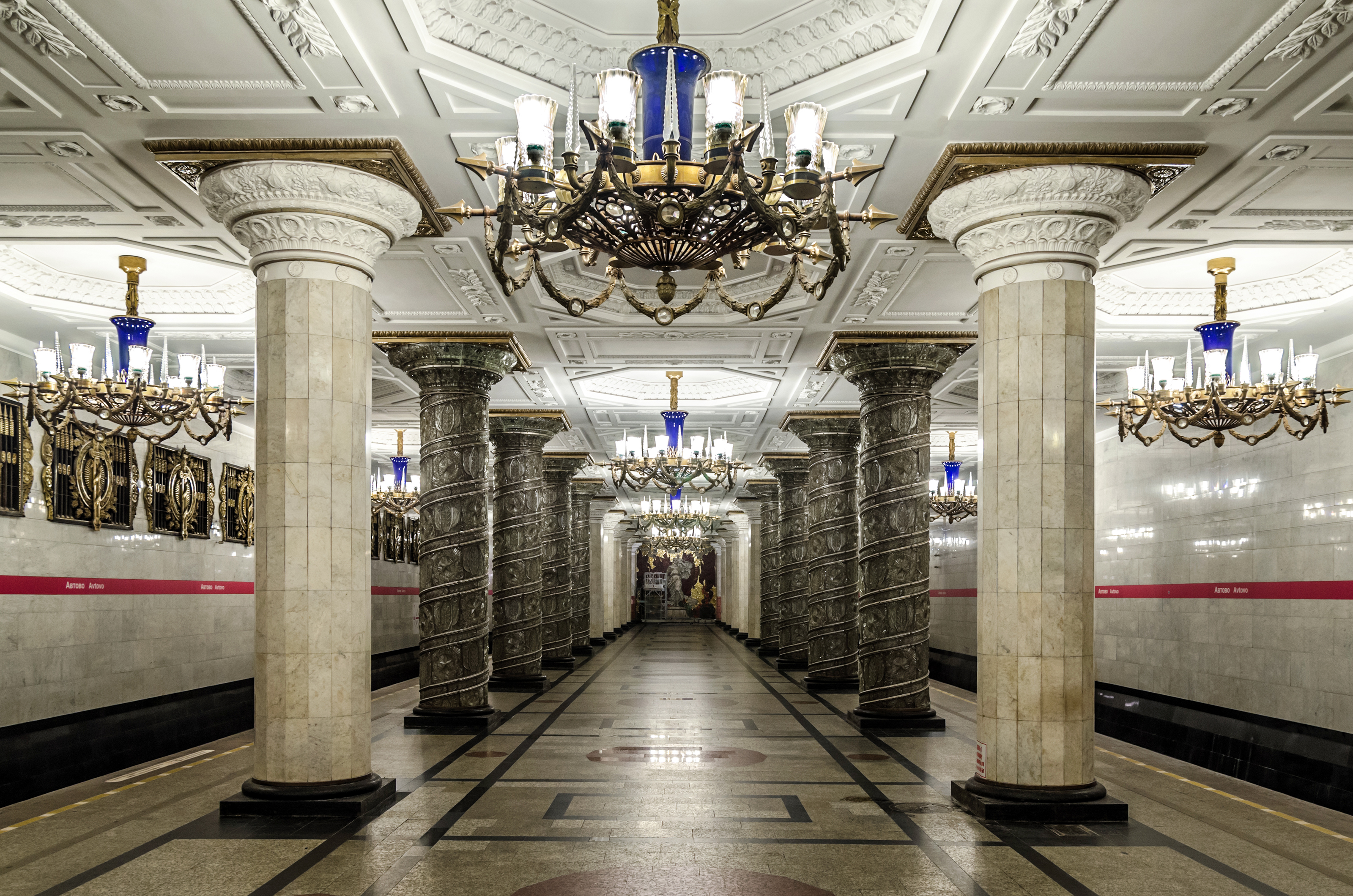
AvtovoTrạm Avtovo được xem là một trong những trạm tàu điện ngầm trang trí đẹp nhất trên thế giới.

Tuyến Nevsko-Vasileostrovskaya thứ ba được mở cửa lần đầu tiên vào năm 1967 và cuối cùng đã kết nối đảo Vasilievsky, trung tâm thành phố, và các khu công nghiệp ở bờ phía Đông Nam của Neva trong một loạt các phần mở rộng (1970, 1979, 1981 và 1984). Tuyến thứ tư, Pravoberezhnaya, được mở ra vào năm 1985 để phục vụ các khu dân cư mới trên bờ phải của sông Neva trước khi đến trung tâm thành phố vào năm 1991 và tiếp tục đến phía tây bắc vào cuối những năm 1990. Vào thời kỳ này, kế hoạch mở tuyến tàu điện ngầm thứ 5 (Frunzensko-Primorskaya), tuy nhiên, chỉ trong năm 2008, khi mở các trạm Volkovskaya và Zvenigorodskaya, điều này đã xảy ra. Vào ngày 7 tháng 3 năm 2009, khi tuyến thứ tư được mở rộng với việc bổ sung ga Spasskaya, tuyến thứ năm cuối cùng (như đã được mô tả trong các dự án trước đó) bắt đầu phục vụ trực tiếp cả hai quận Primorsky và Frunzensky của Saint Petersburg.
Vào thời điểm sự sụp đổ của Liên bang Xô viết, tàu điện ngầm Leningrad bao gồm 54 trạm và 94,2 km đường sắt. Cho đến thời điểm này, nó chính thức được gọi là 'V.I. Lenin Leningrad Metro Leningrad V.L Leni Huân chương Lenin '(Леининградский Метрополитен Ордена Ленина имени В.И.Ленина).

### Giai đoạn hiện đại, sau thời Xô viết

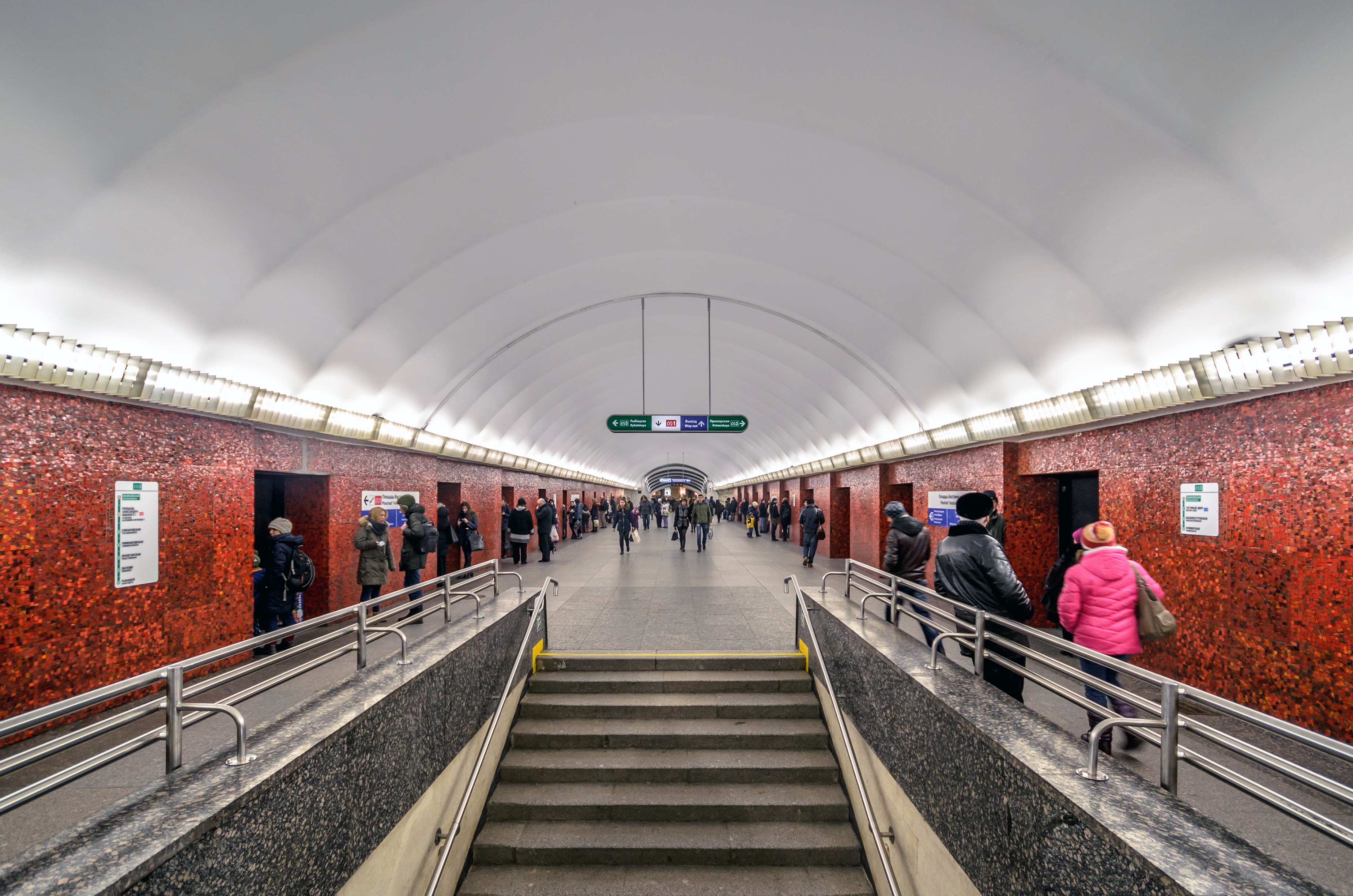
Trạm Mayakovskaya là thiết kế nâng ngang, một loại cửa ra vào nền tảng độc đáo với trạm tàu điện ngầm Saint Petersburg.

Vào đầu năm 1992, công việc xây dựng đã được tiến hành tại 14 trạm, hoặc các vật liên quan đến chúng. Đây là sáu trạm của bán kính Primorsky (Admiralteyskaya, Sportivnaya, Chkalovskaya, Krestovsky Ostrov, Staraya Derevnya, và Komendantsky Prospekt), hai trạm trên tuyến thứ tư (Spasskaya và đường hầm chuyển đến ga Sadovaya), Parnas và kho 'Vyborg' Dòng 2, và năm trạm của bán kính Frunzensky (Zvenigorodskaya, Obvodny Kanal, Volkovskaya, Bukharestskaya, và Mezhdunarodnaya). Do đó, người ta tin rằng, xem xét thời gian trung bình xây dựng một trạm tàu điện ngầm ở Saint Petersburg với thời gian là 5,6 năm, với đủ kinh phí, tất cả các công trình đã đề cập ở trên sẽ hoàn thành vào cuối năm 1997; Một kỷ lục trong lịch sử xây dựng của tàu điện ngầm St Petersburg. Tuy nhiên, điều này không đạt được, và kế hoạch chỉ hoàn thành vào cuối năm 2012.
Vào năm 1994, nó đã được lên kế hoạch, hơn 10 năm, để mở rộng diện rộng của tàu điện ngầm và gần như "tăng gấp đôi" quy mô của nó, xây dựng ba tuyến mới và 61 trạm mới. Tuy nhiên, trên thực tế, trong thời gian này cho đến năm 2004, chỉ mới mở được 6 ga. Vào thời điểm này, tàu điện ngầm đã xem xét việc xây dựng tài trợ thông qua một hệ thống các giai đoạn cá nhân và tài trợ của trạm. Địa chất không hoài nghi của Saint Petersburg đã gây trở ngại cho những nỗ lực của các nhà xây dựng Metro. Trường hợp đáng chú ý nhất đã diễn ra trên tuyến Kirovsko-Vyborgskaya. Trong khi xây dựng đường dây vào những năm 1970, các đường hầm đã đi vào một khoang ngầm của sông Neva. Họ đã hoàn thành đường hầm, nhưng năm 1995 đường hầm phải đóng cửa và một phần của nó giữa Lesnaya và Ploschad Muzhestva tràn ngập. Trong hơn chín năm, đoạn phía bắc của đường này đã bị cắt rời khỏi phần còn lại của hệ thống. Một loạt các đường hầm mới đã được xây dựng và vào tháng 6 năm 2004 dịch vụ bình thường đã được khôi phục
.